# محمد بن مخلد سگزی
محمد بن مخلد سگزی زاده سیستان و از نخستین شاعران به زبان فارسی بود.
از وی شعری در ستایش یعقوب لیث صفاری به جا مانده‌است:
| جز تو نزاد حوّا و آدم نکشت |  | شیر نهادی به دل و بر مَنِشت |
| معجز پیغمبر مکی تویی      |  | به کنش و به منش و به گُوِشت |
| فخر کند عمار روزی بزرگ    |  | کوهدانم من که یعقوب کشت   |